# Emily Young (regista)
Emily Young (Londra, 1970) è una regista e sceneggiatrice britannica.
Ha iniziato la sua carriera di regista con un cortometraggio intitolato Ziemia na górze, e nel 1999 ha scritto e diretto Second Hand, con il quale ha vinto il premio Cinefondation Award al Festival di Cannes.
Nel 2003 ha scritto e diretto il film Kiss of Life, ricevendo alcune nomination in diversi film festival e 2 vittorie al Aubagne International Film Festival nel 2003, e al BAFTA Awards nel 2004. Nel 2009 dirige Veronika Decides to Die, tratto dall'omonimo romanzo di Paulo Coelho, che vede Sarah Michelle Gellar nei panni della protagonista.

## Filmografia

### Regista
- Ziemia na görze (1996) - Cortometraggio
- Third Hand (1999) - Cortometraggio
- Kiss of Life (2003) - Lungometraggio
- Veronika Decides to Die (2008) - Lungometraggio

### Sceneggiatrice
- Third Hand (1999) - Cortometraggio
- Kiss of Life (2003) - Lungometraggio